# Martín Salto Huelves
Martín Salto Huelves (Huelves, 30 de enero de 1849-Madrid, 20 de enero de 1891), marqués pontificio de Huelves, fue un abogado y político español, senador por la provincia de Orense y diputado a Cortes por Puerto Rico en tres ocasiones.

## Biografía
El marquesado de Huelves es un título nobiliario español creado el 27 de diciembre de 1884 por el rey Alfonso XII, a favor de Martín Salto Huelves. Casó con Ignacia Bernuy Valda, quinta marquesa de Orani (1816- 874).En segundas nupcias casó con Carolina Cortés Allonca. Le sucedió su hijo Carlos Salto Cortés.

## Restauración
En las elecciones generales de España de 1876 fue elegido diputado (Partido Liberal-Conservador) para la circunscripción de Aguadilla por la Junta Provincial de Puerto Rico, obteniendo 800 votos de 803 votantes en un censo electoral de 972 electores.Tras producirse la baja del diputado Cristóbal Colón de la Cerda y Gante se celebra una elección parcial escrutada el 25 de junio de 1878.
En las elecciones generales de España de 1879 fue elegido diputado (Partido LIberal-Conservador) para la circunscripción de Vega Baja por la Junta Provincial de Puerto Rico, obteniendo 71 votos de 88 votantes.Tras producirse la baja del diputado José Antonio Canals se celebra una elección parcial escrutada el 8 de febrero de 1880.
En las elecciones generales de 1884 fue elegido diputado por el distrito de Río Piedras (Partido Español sin Condiciones). En sesión de 3 de enero de 1885 renunció al cargo por haber sido elegido senador por la provincia de Orense siendo sustituido por Carlos Sedano Ayestarán. Falleció el 20 de enero de 1891